# Nacionalni stadion Bairiki
Nacionalni stadion Bairiki je nogometni stadion koji se nalazi u kiribatskom glavnom gradu Bairikiju. Ima kapacitet od 2.500 mjesta te je dom nogometne reprezentacije Kiribatija. Unatoč tome, Kiribati ondje nije nikada odigrao službenu utakmicu zbog činjenice da je teren od pijeska, a ne od trave kako nalažu pravila.
Pješčani teren je i razlog zbog čega FIFA ne želi primiti Kiribati u svoje članstvo.